# Europride

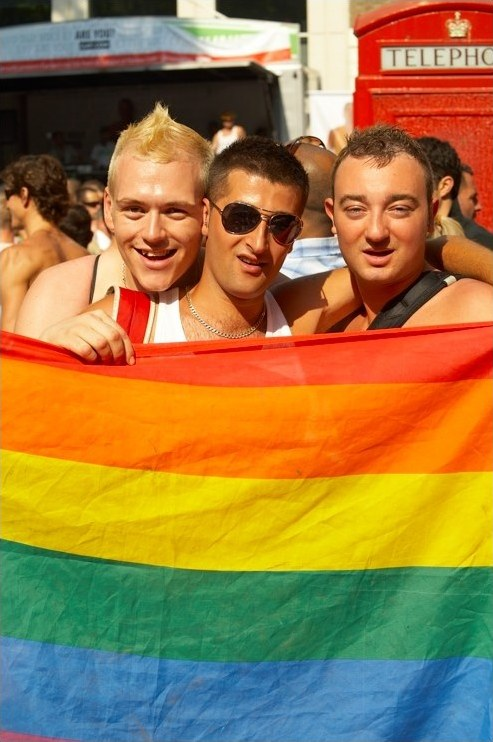
Tres personas en el "Europride 2006" de Londres.

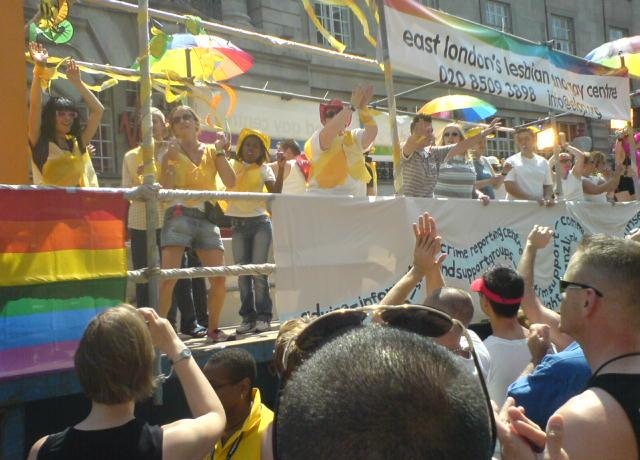
Float of east london's lesbian and gay centre, Londres 2006.

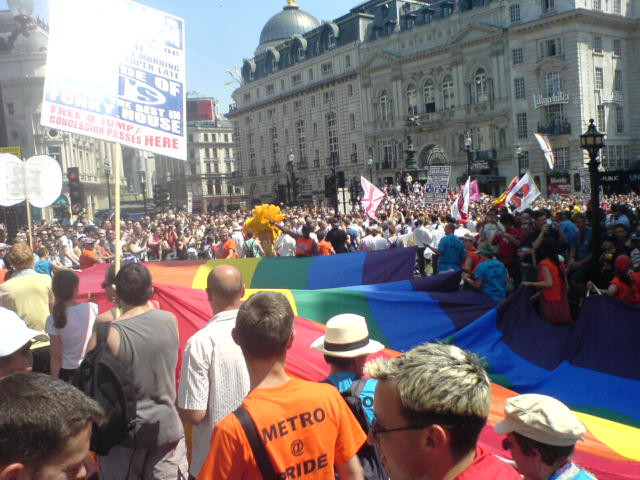
Bandera arco iris en Piccadilly Circus, Londres 2006.

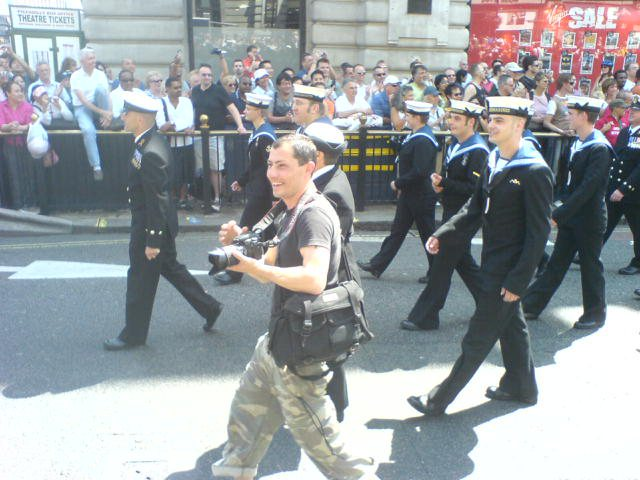
marineros, Londres 2006.

Europride, también conocido como Orgullo Europeo, es un evento creado por EPOA (European Pride Organisers Association en inglés) en el año 1992 y cuya primera edición se celebró en Londres, Reino Unido. Este evento tiene por objeto la promoción de la visibilidad de todas las personas LGTB y sus amistades, que disfrutan de la diversidad allá donde se celebra. 
Las ediciones de Europride que se han celebrado en España han sido en 2007 en Madrid, organizada por la FELGTB (Federación Estatal de Lesbianas, Gais, Transexuales y Bisexuales), COGAM y la Asociación de Empresas (AEGAL) que aglutina a la mayoría de los negocios del Barrio de Chueca. La segunda ocasión fue nuevamente en Madrid en 2017 coincidiendo así con WorldPride 2017 y Orgullo de Madrid 2017.

## Historia
Como ya se ha mencionado, Europride se comenzó en Londres, Reino Unido, en 1992 con una asistencia estimada de 100.000 personas. El año siguiente, 1993, se realizó en Berlín, Alemania. En 1994, el evento tuvo lugar en Ámsterdam, Países Bajos, y fue un desastre financiero que dejó deudas de unos 450.000 €.
En 1996 Europride se realizó en Copenhague, Dinamarca, donde tuvo el apoyo de la ciudad. Los organizadores tuvieron mucho éxito en varios frentes, incluso consiguieron hacer beneficios.
París, Francia, hospedó la Europride en 1997. El festival tuvo muchos espónsores comerciales y se consideró por lo general como un éxito. En la manifestación hasta la Bastilla participaron 300.000 personas. Estocolmo, Suecia, fue la ciudad elegida para 1998.
Londres debía organizar de nuevo la Europride de 1999, pero el evento fue cancelado por la bancarrota de los organizadores.
En el año 2000, Worldpride sustituyó al Europride. La celebración tuvo lugar en Roma, Italia, y fue visitada por numerosos gais y lesbianas de todo el mundo. Tras haber apoyado el evento, los dirigentes de la ciudad retiraron el apoyo pocos días antes debido a presiones del Papa.
En 2001 la ciudad elegida para hospedar el Europride fue Viena, Austria, lo que atrajo a numerosas personas de Europa Central y Oriental. Colonia, Alemania, realizó en 2002 la mayor Europride hasta la fecha. Cifras oficiales estiman la participación en más de un millón de personas.
En 2003 la ciudad elegida fue Mánchester, Reino Unido, con gran éxito, y en 2004 se realizó en Hamburgo, Alemania. Oslo, Noruega, fue la ciudad que hospedo el Europride en 2005.
Londres hospedó el acontecimiento en 2006, con un festival de dos semanas que culminaron en una manifestación el último día, el domingo 1 de julio. Los participantes pudieron recorrer Oxford Street, una de las calles comerciales más bulliciosas de la ciudad, de forma legal por primera vez en la historia del desfile. En el desfile participaron numerosos famosos, incluyendo Ken Livingstone, el alcalde de Londres, Alan Duncan, parlamentario laborista, y Peter Tatchell, activista de los Derechos Humanos y la primera persona transgénero del Parlamento Europeo, la parlamentaria italiana Vladimir Luxuria. Tras el desfile, se realizaron diversos eventos en tres de las plazas de la capital inglesa. Ian McKellen participó en la manifestación en Trafalgar Square, mientras que en Leicester Square y Soho Square se realizaron diversos actos lúdicos. Muchas de las calles entre las diferentes plazas se cerraron al tráfico para el Europride, siendo 2006 la primera vez que las principales áreas en las que transcurría la manifestación y los diferentes eventos del orgullo gay estuvieron en la ciudad misma y no en parques abiertos.

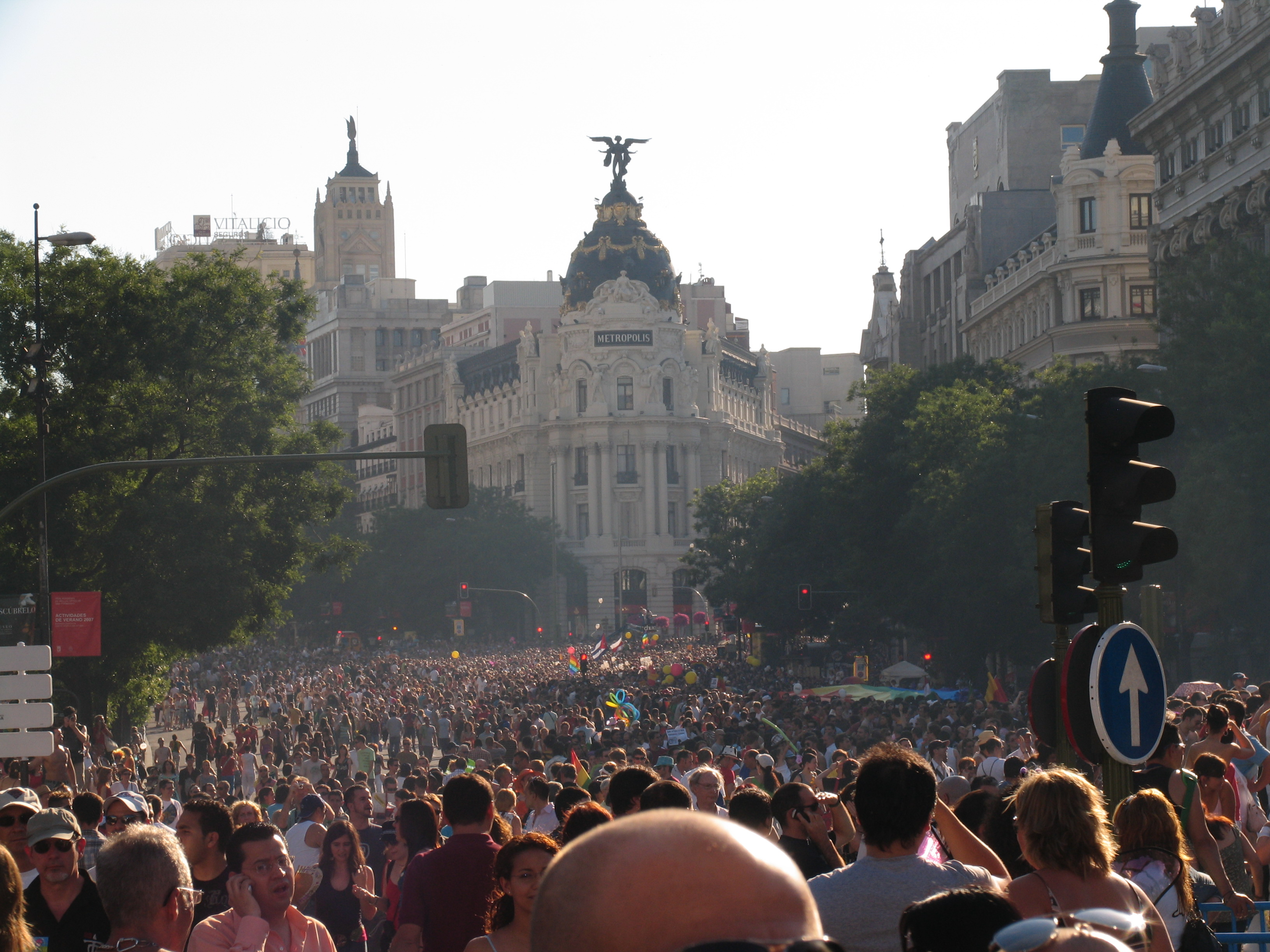
Europride Madrid Julio de 2007

En 2007, Madrid fue la sede del Europride, siendo la primera vez que el evento se celebraba en un país del sur de Europa. La afluencia fue masiva y los organizadores estimaron que dos millones y medio de personas acudieron al acto grande de las fiestas, la marcha del orgullo, cuyo lema fue Ahora Europa. La igualdad es posible.
En 2011, Roma es la sede del Europride. Lady Gaga canta al final de la marcha en el Circo Máximo.
En 2012, Londres celebra el WorldPride que sustituye al Europride al ser un evento de mayor rango. En 2017 será Madrid la sede de este mismo evento, donde se prevé una asistencia masiva y un evento mayor que el Europride 2007.

## Lugar de celebración de cada año
| Edición | Año  | Ciudad                 | Organización                                  | Tema                                                                    | Fechas                                                                                   | Gente          |
| ------- | ---- | ---------------------- | --------------------------------------------- | ----------------------------------------------------------------------- | ---------------------------------------------------------------------------------------- | -------------- |
| 1º      | 1992 | Londres                | .....                                         | .....                                                                   | .....                                                                                    | .....          |
| 2º      | 1993 | Berlín                 | .....                                         | .....                                                                   | .....                                                                                    | .....          |
| 3º      | 1994 | Ámsterdam              | .....                                         | .....                                                                   | .....                                                                                    | ~67.000        |
| -       | 1995 | no se celebró          | no se celebró                                 | no se celebró                                                           | no se celebró                                                                            | no se celebró  |
| 4º      | 1996 | Copenague              | .....                                         | .....                                                                   | .....                                                                                    | .....          |
| 5º      | 1997 | París                  | .....                                         | .....                                                                   | .....                                                                                    | .....          |
| 6º      | 1998 | Estocolmo              | .....                                         | .....                                                                   | .....                                                                                    | .....          |
| -       | 1999 | no se celebró          | no se celebró                                 | no se celebró                                                           | no se celebró                                                                            | no se celebró  |
| 7º      | 2000 | Roma                   | Circolo di Cultura Omosessuale Mario Mieli -  | 'In Pride We Trust'                                                     | 1 de julio - 8 de julio                                                                  | ~500.000       |
| 8º      | 2001 | Viena                  | .....                                         | .....                                                                   | .....                                                                                    | .....          |
| 9º      | 2002 | Colonia                | Kölner Lesben- und Schwulentag e.V. (KLuST)   | 'Cologne celebrates diversity'                                          | 15 de junio - 7 de julio                                                                 | ~1.200.000     |
| 10º     | 2003 | Mánchester             | .....                                         | .....                                                                   | .....                                                                                    | .....          |
| 11º     | 2004 | Hamburgo               | .....                                         | .....                                                                   | .....                                                                                    | .....          |
| 12º     | 2005 | Oslo                   | Europride Oslo As                             | .....                                                                   | 18–27 de junio                                                                           | 70-100.000     |
| 13º     | 2006 | Londres                | .....                                         | .....                                                                   | .....                                                                                    | .....          |
| 14º     | 2007 | Madrid                 | AEGAL -Asociación de Empresas LGTB de Madrid- | 'Now Europe, Equality is possible'                                      | 22 junio-2 julio                                                                         | ~2.500.000     |
| 15º     | 2008 | Estocolmo              | Stockholm Pride Agency -                      | 'Swedish Sin Breaking Borders'                                          | 25 julio-3 agosto                                                                        | ~80.000        |
| 16º     | 2009 | Zúrich                 | EuroPride 09 Organising Association -         | 'Celebrating 40 years with Pride'                                       | 2 de mayo–7 de junio                                                                     | ~100.000       |
| 17º     | 2010 | Varsovia               | Equality Foundation (Fundacja Równości)       | 'Freedom, equality, tolerance!'                                         | 7 - 17 de julio                                                                          | 8.000 - 15.000 |
| 18º     | 2011 | Roma                   | Circolo di Cultura Omosessuale Mario Mieli -  | 'Build Your Pride!'                                                     | 2 - 12 de junio                                                                          | ~1.000.000     |
| 19º     | 2012 | Londres                | Pride London                                  | .....                                                                   | 23 de junio – 8 de julio                                                                 | .....          |
| 20º     | 2013 | Marsella               | LGP Marseille                                 | "L'Europe en marche pour l'égalité - Europe on the move for equality !" | 10 de julio - 20 de julio                                                                | .....          |
| 21.º    | 2014 | Oslo                   | Oslo Pride AS                                 | .....                                                                   | 20 - 29 junio                                                                            | .....          |
| 22º     | 2015 | Riga                   | LGBT and their friends association MOZAIKA    | .....                                                                   | 15 - 21 de junio                                                                         | .....          |
| 23.º    | 2016 | Ámsterdam              | .....                                         | .....                                                                   | 30 de julio - 7 de agosto                                                                | .....          |
| 24º     | 2017 | Madrid                 | AEGAL -Asociación de Empresas LGTB de Madrid- | Por los derechos LGTBI en todo el mundo                                 | 23 de junio - 2 de julio                                                                 | .....          |
| 25º     | 2018 | Estocolmo y Gotemburgo | Stockholm Pride West Pride (Gotemburgo)       | Two Cities, One Festival - for a United Europe                          | 27 de julio - 19 de agosto                                                               | .....          |
| 26º     | 2019 | Viena                  | HOSI Wien                                     | Visions of Pride                                                        | 1 de junio - 16 de junio                                                                 | .....          |
| 27º     | 2020 | Salónica               | Thessaloniki Pride                            | Welcome to the future, where everyone can join                          | 20 de junio - 28 de junio (por confirmar) (No se celebró por la Pandemia de coronavirus) | .....          |
| 28º     | 2021 | Copenhague             | Copenhaguen Pride Copenhaguen 2021            | You Are Included                                                        | .....                                                                                    | .....          |

- El icono "" indica que ese año el Europride coincidió con el WorldPride.